# Don't Leave Me Now (Lollipop)
Don't Leave Me Now è il secondo singolo del gruppo musicale italiano Lollipop, pubblicato il 22 giugno 2001.

## Descrizione
Il brano è il secondo singolo estratto dall'album di debutto del gruppo, Popstars, di cui è la seconda traccia. Il brano è stato promosso durante l'estate del 2001 attraverso diverse esibizioni del gruppo durante le tappe del loro tour estivo Popstars Tour 2001.

## Video musicale
Il brano è stato accompagnato da un videoclip ambientato in Costa Azzurra.

## Tracce
CD singolo
1. Don't Leave Me Now – 2:57
2. Don't Leave Me Now (Kekko On Air) – 3:18
3. Don't Leave Me Now (Vanni G. Cut) – 3:47
4. Don't Leave Me Now (Subside Cut) – 3:23
5. Don't Leave Me Now (Instrumental) – 2:56

## Classifiche
| Classifica (2001) | Posizione massima |
| ----------------- | ----------------- |
| Italia            | 9                 |